# Oanh đuôi nhọn mày trắng
Tarsiger indicus là một loài chim trong họ Muscicapidae.